# Pavillon du Québec (1967)
Le Pavillon du Québec à l'Expo 67 de Montréal était une construction d’acier, de béton et de verre bâtie au-dessus d’un plan d’eau et située à côté des pavillons de l'Ontario et de la France sur l’Île Notre-Dame.

## Description

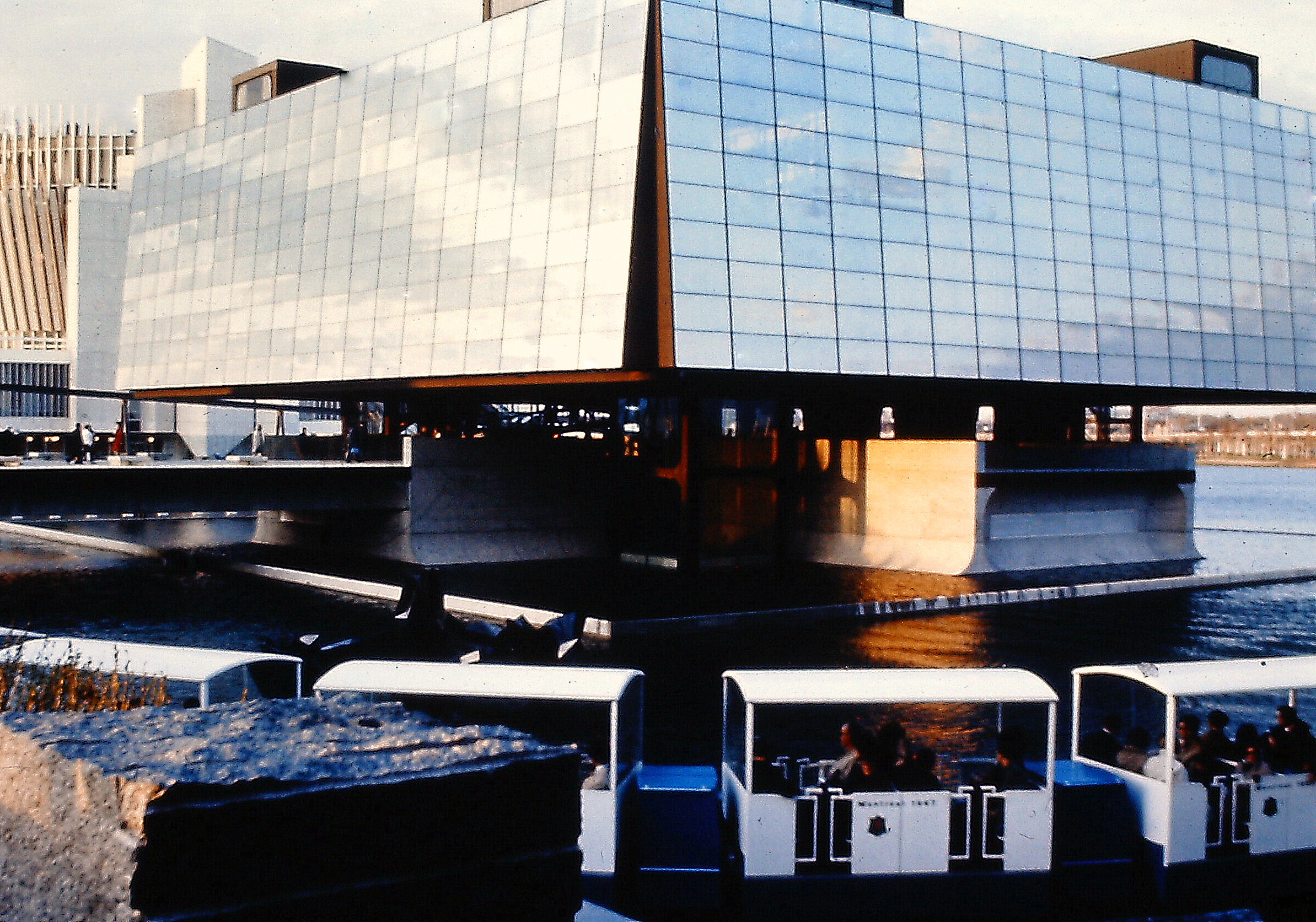
Le
pavillon du Québec en 1967

Attirer l’attention des visiteurs étrangers sur la présence, la vitalité et les aspirations du Québec et exploiter l’occasion unique offerte aux québécois de confronter leur identité avec celle du nombre de pays réunis à l’exposition universelle de 1967 furent les objectifs de ce pavillon. Le scénario, écrit par Jean Octeau commissaire du pavillon, comportait trois thèmes : « Défi-Combat-Elan ».
Des lignes sobres et modernes caractérisaient l'architecture du pavillon du Québec. Le jour, les parois du pavillon réfléchissaient le jeu de l’ombre et de la lumière selon la saison et l’heure. La nuit, la transparence du verre transformait l’édifice en vitrine étincelante.
La visite du pavillon commençait par le spectacle kaléidoscopique au milieu duquel montaient des ascenseurs dans lesquels défilait le cycle des saisons. À la sortie des ascenseurs, une rampe surplombait l’ensemble des thèmes de l’exposition. Ces thèmes, le visiteur les retrouvait au pied de la rampe d’où il pouvait refaire le même circuit de visite, en s’attardant cette fois aux éléments d’exposition de son choix. De la conquête du Nouveau-Québec au surgissement du Montréal de 1967, ce sont les spectacles de l’eau, de la forêt, du sol, de la mine, de l’industrie, dans lesquels tous les modes d’illustration étaient utilisés. La visite se terminait sur une présentation des métamorphoses du Québec d’alors et sur une anticipation du Québec de l’an 2000. Une bande sonore composée par le musicien Gilles Tremblay à partir de bruits récoltés aux quatre coins du Québec était l’élément intégrateur de l’exposition. Chants d’oiseaux, grincements de machines, murmures de ruisseaux, explosions de mines, rugissements de tempêtes, sons électroniques constituaient une « symphonie fantastique ».

La modernité de l'architecture, du design et de la sonorisation de l’exposition, tranchaient alors avec l'image traditionnelle de cette province. C'est un Québec tourné vers l'avenir qui fut présenté aux visiteurs. De passage à Montréal en 1967, la critique d’architecture du New York Times fit l’éloge du pavillon du Québec, le comparant au Pavillon de Barcelone :
« Québec est le Pavillon de Barcelone de 1967... [Le  pavillon du Québec] combine une architecture contemporaine exceptionnellement raffinée avec un design d'exposition qui est une abstraction sensorielle tridimensionnelle visuelle et sonore qui dit, soudainement et étonnamment, ce qu'une exposition en 1967 devrait être ».

## Architecture et design de l’exposition

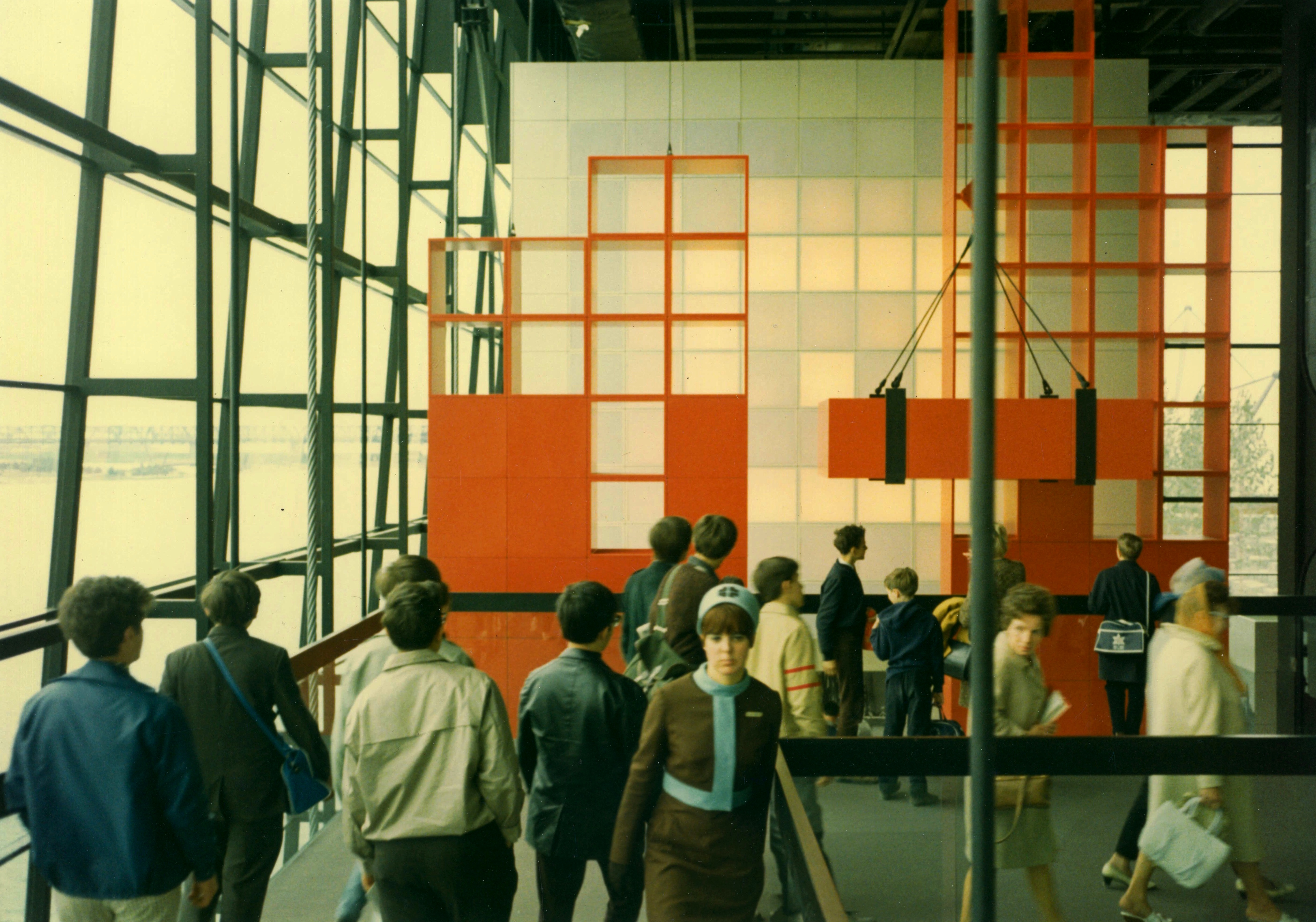
Visiteurs de l'exposition en 1967

En maître de céans, la province de Québec a particulièrement soigné la  présentation de son pavillon de l'Expo 67 en y réalisant une rare synthèse entre le cadre architectural et une exposition présentant sur  un plan monumental, à divers niveaux, le passé, le présent et l'avenir du Québec,.
Les architectes de la firme québécoise Papineau, Gérin-Lajoie, LeBlanc et Durand ont conçu le bâtiment. Le designer suisse Gustave Maeder en conçut l’exposition.
Le choix fondamental fut celui d’une conception où les relations spatiales et les compositions tridimensionnelles constitueraient les moyens d’expression déterminants exerçant un fort pouvoir sur des visiteurs sollicités par tant d’autres spectacles et pavillons. Le recours à un élément modulaire multifonctionnel, largement exploité, assurait l’unité de la conception spatiale des éléments d’exposition en relation avec l’architecture du pavillon. Ainsi, 4500 cubes d’acier émaillés de 2’ (60cm), ouvert sur deux côtés, devinrent à la fois support d’informations ou l'objet même des éléments d’expositions aux formes symboliques. La mise en forme du scénario tripartite dans l’architecture a été réalisée par une division de la surface au sol en 9 zones égales, chacune attribuée à l’un des 9 thèmes (ou sous-thèmes) du scénario et utilisant toute la hauteur du volume. La verticalité devint ainsi le trait dominant dans la composition intérieure. Ce damier alternait les compositions orthogonales, utilisant les cubes, et les compositions circulaires.
Les ascenseurs cylindriques par lesquels les visiteurs débutaient la visite, furent exploités pour présenter le premier thème du Défi en s’appuyant sur l’immensité du territoire et la rigueur du climat. L’ascension, qui durait une minute, s’effectuait dans l’obscurité au milieu de puits kaléidoscopiques réfléchissant à l’infini des milliers d’objets lumineux stylisés. Depuis la mezzanine, une rampe descendante cruciforme permettait un circuit rapide de synthèse parmi les différentes représentations du second thème, le Combat, lui-même constitué de sept sous-thèmes (la conquête, l’eau, la forêt, le sol, le sous-sol, l’industrie, la ville). Le réservoir dans le thème de l’eau, l’arbre dans celui du sol, des cylindres et engrenages dans l’industrie, en tant que représentations stylisées ponctuaient le parcours.
De retour au rez-de-chaussée, les intéressés pouvaient entreprendre une visite détaillée de l’ensemble des thèmes abordés. Au centre du dispositif et marquant le terme du parcours avant la sortie du pavillon le dernier thème, l’Élan projetait assurément une vision enthousiaste et de confiance absolue du Québec en son avenir.

## Galerie de photographies
| |
| Assortiment de cubes pleins représentant la carte du Québec dans le secteur du thème de la Conquête. |

| |
| Explosion dans une mine à ciel ouvert représentant le sous-sol dans le secteur du thème du Combat. |

|                                                                                 |
| Turbines représentant l'industrie papetière dans le secteur du thème du Combat. |

|                                                                         |
| Minerai et pièces de cuivre usinées dans le secteur du thème du Combat. |

| |
| Ensemble de drapeaux fleurdelisés représentant les aspirations politiques du Québec dans le secteur du thème de l'Élan. |

## Utilisation ultérieure
Le pavillon servira de lieu de tournage dans le film " la course du lièvre à travers les champs" de René Clément sorti en 1972.
Le bâtiment fait aujourd'hui partie, avec l'ancien pavillon de la France, du complexe du Casino de Montréal.